# Mormonia viduata
Mormonia viduata là một loài bướm đêm trong họ Noctuidae.